# Tom Perez
Thomas Edward Perez (Buffalo, 7 de outubro de 1961) é um político e advogado norte-americano, que trabalhou como Chefe do Comitê Nacional Democrata de fevereiro de 2017 a janeiro de 2021. Em 2017, apareceu na lista de 100 pessoas mais influentes do ano pela Time.